# Medicinsk diagnostik

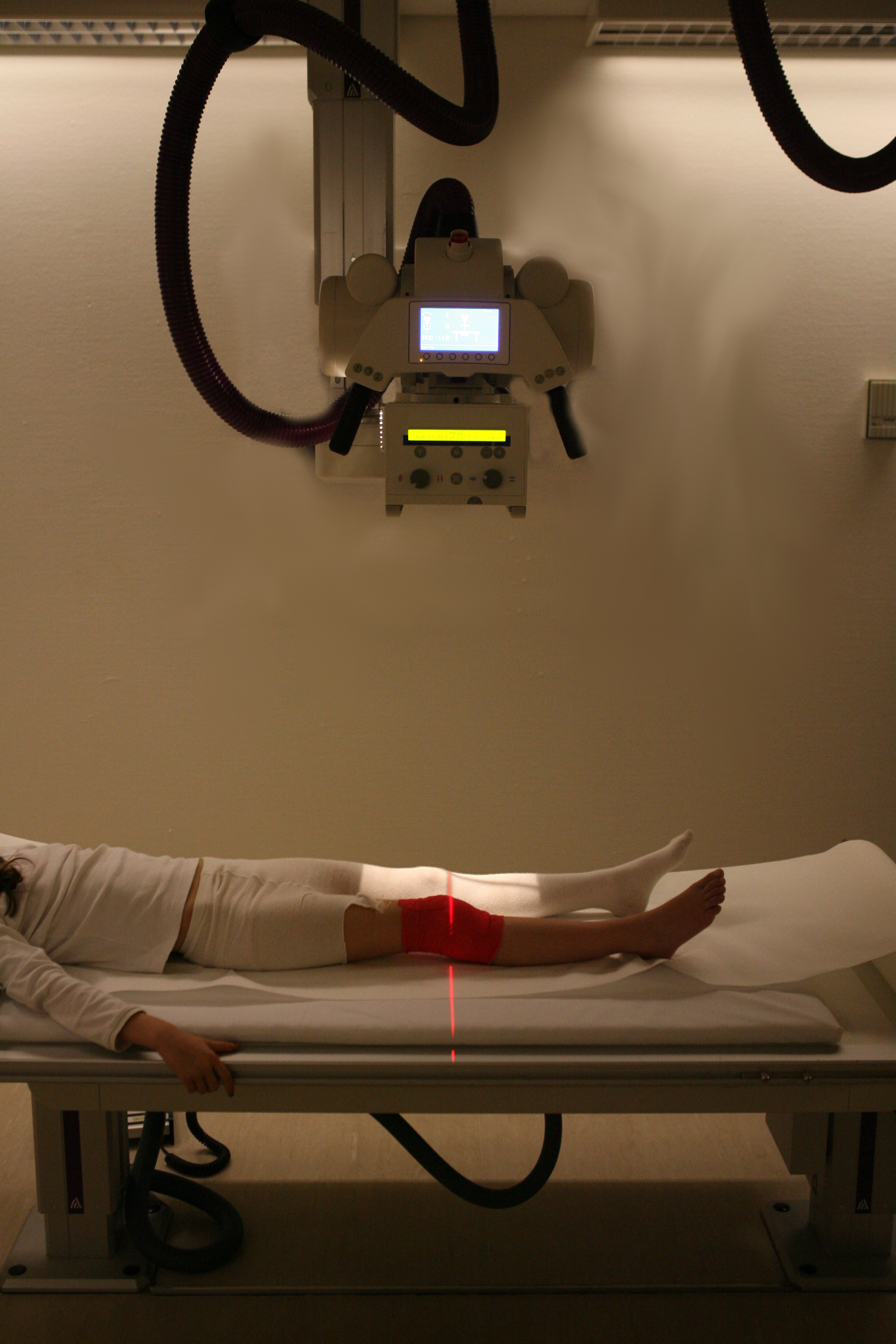
Medicinsk bildvetenskap är viktig för diagnostik av vissa tillstånd.

Medicinsk diagnostik är en bedömning av en patients hälsotillstånd och en identifiering av eventuella sjukdomar eller tillstånd. För att en diagnos ska kunna ställas krävs ofta särskilda medicinska undersökningar: exempelvis undersökning av blod, EKG eller röntgenundersökning.